# Typ 99 AAM
Die Typ 99 Air-to-Air Missile (japanisch 99式空対空誘導弾 99 Shiki Kūtaikū Yūdōdan, auch AAM-4) ist eine Mittelstrecken-Luft-Luft-Rakete der japanischen Luftselbstverteidigungsstreitkräften. Die Rakete ersetzte die US-amerikanische AIM-7 Sparrow in der Bewaffnung der japanischen Luftstreitkräfte.

## Varianten
- AAM-4: ursprüngliche Version, Indienststellung 1999 mit 100 km Reichweite
- AAM-4B: weiterentwickelte Version, Indienststellung 2010 mit 120 km Reichweite[1][2]
- XRIM-4: Flugabwehrrakete für die JMSDF, Entwicklung eingestellt[3]